# Luigi Brizzolara
Luigi Brizzolara (Chiavari, 11 de junho de 1868 — Gênova, 11 de abril de 1937) foi um escultor italiano. Seus pais eram António e Giuseppina Della Cella.

## Juventude e primeiras obras
Começou muito jovem na arte da escultura, indo a Gênova estudar com a idade aproximada de vinte anos, quando se matriculou na Academia Lingüística de Belas Artes.
Foi o aluno favorito do escultor G. Scanzi, em cujo atelier produziu a estátua representando Ismael Moribundo (localização ignorada), a qual foi premiada com uma medalha de prata na mostra colombiana de Gênova (1892).
Pouco depois, foi o vencedor do concurso para a tumba de G.B. Castagnola, para a qual produziu um alto-relevo intitulado Visão de Cristo, no Cemitério Monumental de Staglieno, espaço por excelência da alta burguesia de Gênova.

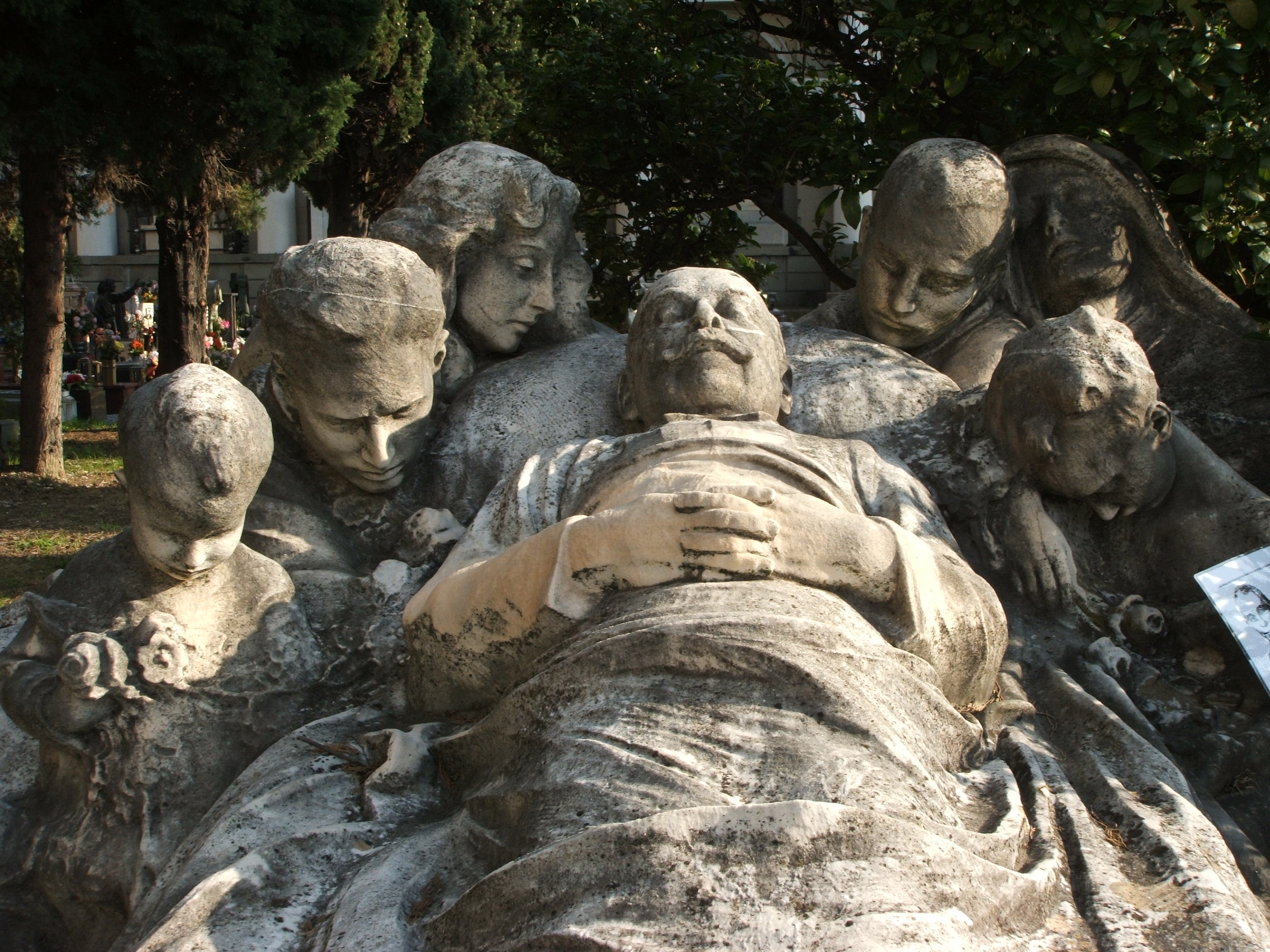
Túmulo por Luigi Brizzolara - Cemitério Monumental de Staglieno

Produziu inúmeros monumentos fúnebres como o túmulo Risso-Zerega, no cemitério de Staglieno, o altar para a capela votiva comemorativa ao término da I Guerra Mundial, no cemitério de Gênova, Sampierdarena, e o monumento a Emanuel Gonzales, no cemitério de Chiavari, e também retratos como o busto de Paolo Giacometti, 1916, Gênova Viletta di Negro; busto de Elia Lavarello, Gênova, Villa Lavarello.
No ano de 1898 Brizzolara realizou monumento a Vitor Emanuel II, na Praça de Nossa Senhora do Horto, em Chiavari (cfr. "Ill ital.", 21 de agosto de 1898, p. 136). Trabalhando muito na sua região, executou várias estátuas, entre elas aquelas para a Igreja de São João Batista, a dos profetas Isaías e Malaquias (capela do crucifixo), de São João e São Marcos, que foram colocados sobre a fachada restaurada.

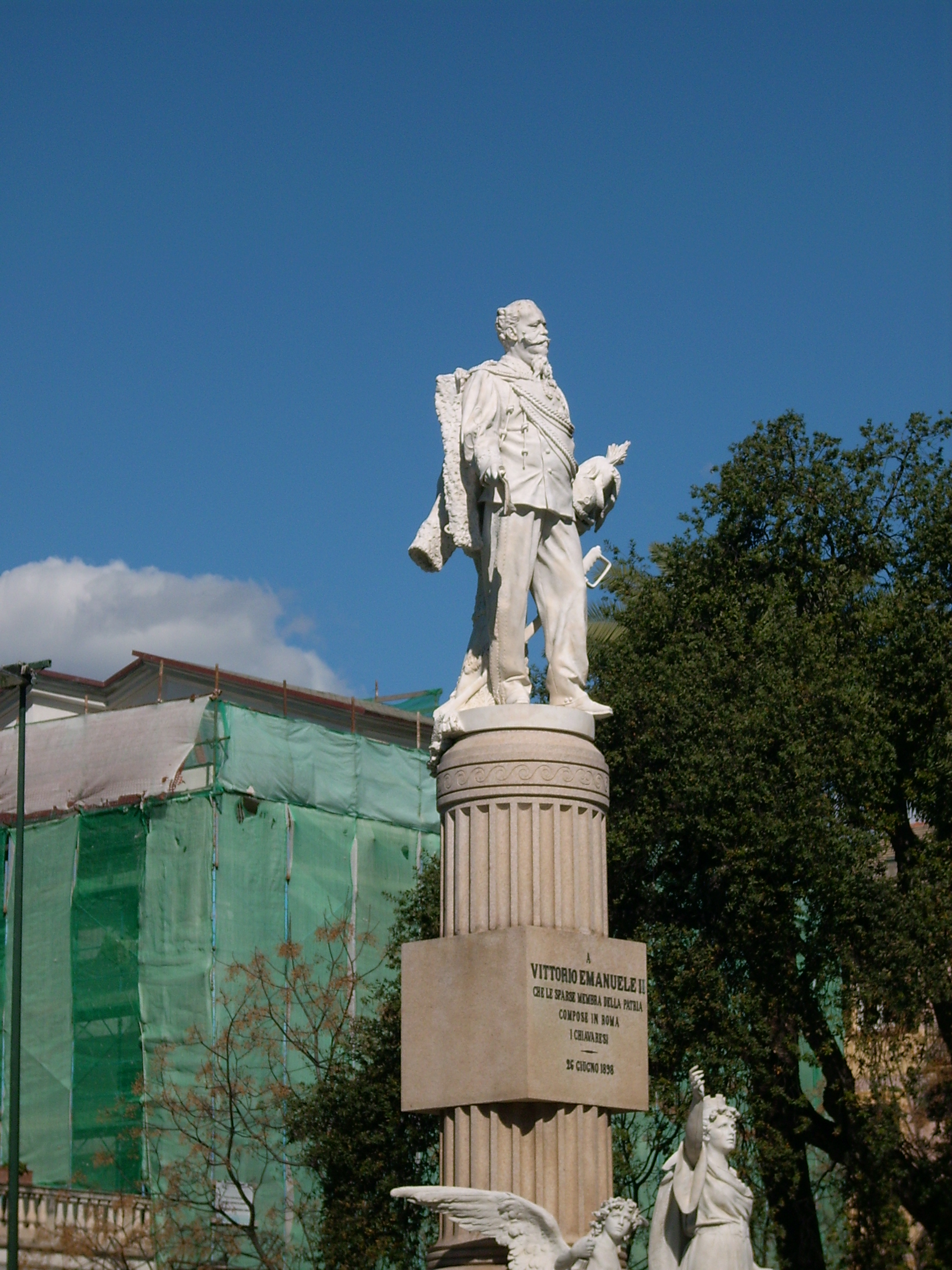
Monumento a Vitor Emanuel II - Chiavari

Casou-se com Maria Ranzini em 19 de novembro de 1904, em Gênova.

## Carreira internacional
Juntamente ao arquiteto G. Morelli, em março de 1907, Brizzolara participou do concurso promovido pela República Argentina para um monumento a ser erigido em Buenos Aires, em comemoração ao Centenário da Independência (25 de maio de 1910). Seu projeto foi o vencedor e eles receberam o primeiro prêmio de 10 mil pesos de ouro.
O projeto era grandioso e eloquente, um verdadeiro complexo monumental, que previa para o seu interior um salão, adornado de mosaicos e mármores preciosos, destinado ao Museu da Independência, também uma escadaria e um grupo estatuário (cfr. "Ill ital.", 23 de agosto 1908, p. 178; 18 de julho de1909). O conjunto, contudo, jamais foi executado.
Em 1919 Brizzolara participou do concurso para o monumento comemorativo do Primeiro Centenário da Independência do Brasil. Classificou-se em segundo lugar, sendo vencedor Ettore Ximenes e terceiro colocado Nicola Rollo.
No Correio Paulistano encontramos a descrição do projeto de Brizzolara:
(...)Continuando nossa descripção das 'maquetes' expostas, damos hoje um rápido summario da do professor Luigi Brizzolari. O projeto do professor Brizzolara ocupa toda a área da grande praça jardim, que será feita como remate à Avenida da Independência.
Comporse-á de três corpos distinctos: o do centro, o maior com a estátua eqüestre de D.Pedro I, rodeada de figuras alegóricas, grupos, etc... symbolizando factos e épocas de nossa história ou factores da nossa civilização. Na parte de baixo, isto é quase no embasamento deste corpo, alteiam-se as imponentes figuras do Direito e do Dever. O Direito empunha o glaudio da justiça, ensinamento do passado e do futuro; o dever cinge ao peito a bandeira da pátria, symbolo sacrossanto da mesma pátria.
A architectura deste corpo, como de todo o monumento, é simples, austera e grandiosa. Os seus grupos e figuras, talhados em bronze, destacar-se-ão vivamente por sobre a parte architectonica.
Os dois blocos lateraes perpetuam os mais importantes acontecimentos da história pátria.
O bloco da esquerda está coroado por uma glorificação dos Mártyres da Independência, os precursores da Conjuração Mineira. Este grupo, segundo o entender da Commissão, poderá ser substituído por outra alegoria, como a abertura dos portos às nações amigas.
No bloco da direita será collocado um grupo representando o episódio do "Fico" .
Na parte posterior do grupo central será collocada uma grande figura representando a liberdade, que tudo espera no futuro da nação nova.
No caso de adoptar a commissão os dois braços projetados de proteção às duas ruas, offerecerão estes ainda campo para novas interpretações históricas. No braço da direita representar-se-ão: a abolição da escravatura, gesto magnânimo do povo brasileiro, demonstração de sua maturidade social e dos seus sentimentos humanitários, a magnanimidade d D. Pedro II, o príncipe philósopho, que acoroçoou e protegeu as artes e as ciências. No braço da esquerda serão memorados; a retirada de Laguna, em que refulgiu o valor brasileiro, através de provas de resistência, e o martyrio de Tiradentes, o primeiro martyr da ideia da emancipação política.
Bustos de brasileiros ilustres dominarão as escadas dos braços lateraes, à cujos ângulos cantarão pequenas fontes.
São estas, em suma, as ideias que dominaram a concepção da obra do esculptor Brizzolara.
O interior dos grandes corpos poderão ser aproveitados para um grande salão e salas menores que poderão utilizar-se para conferências, exposições, universidade popular, commemoração, biblioteca, pantheon, etc. Este salão poderá ser oportunamente decorado com baixos relevos e um grande friso pictórico. Receberá a luz do alto, através de grandes clarbóias colocadas no último degrau do monumento, ao pé do grupo esculptural culminante e será arejado por janelões abertos lateralmente nas paredes do primeiro degrau, por sob o baixo relevo do altar da pátria."

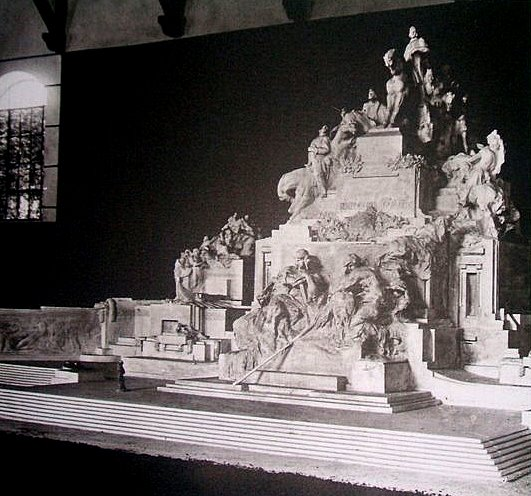
Maquete de Brizzolara para o Monumento ao Centenário da Independência

As comemorações iniciaram-se efetivamente dois anos antes, mediante a elaboração do referido concurso e encerraram-se apenas em abril de 1923 (encerramento da Exposição Universal do Rio de Janeiro). No bojo das festividades estavam embutidas a revogação do banimento dos Orleans e Bragança (a família imperial brasileira), a encomenda - por parte da comunidade italiana da cidade de São Paulo - do conjunto escultórico que ladeia o Teatro Municipal de São Paulo, em homenagem ao maestro Antônio Carlos Gomes (obra de Luigi Brizzolara), inúmeras inaugurações, celebrações e festividades em todo o território nacional.

## Obras realizadas no Brasil

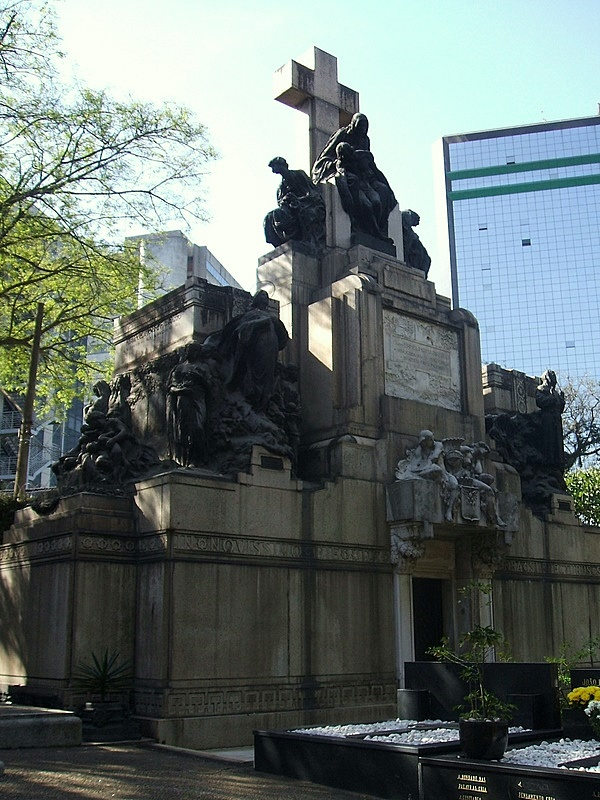
Mausoléu da Família Matarazzo

Em São Paulo, Brizzolara realizou o mausoléu da família Matarazzo, no cemitério da Consolação; o brasão de armas de Ermelino Matarazzo (Hospital Matarazzo); estátuas para particulares e diversos monumentos fúnebres como por exemplo, para a família Machado.

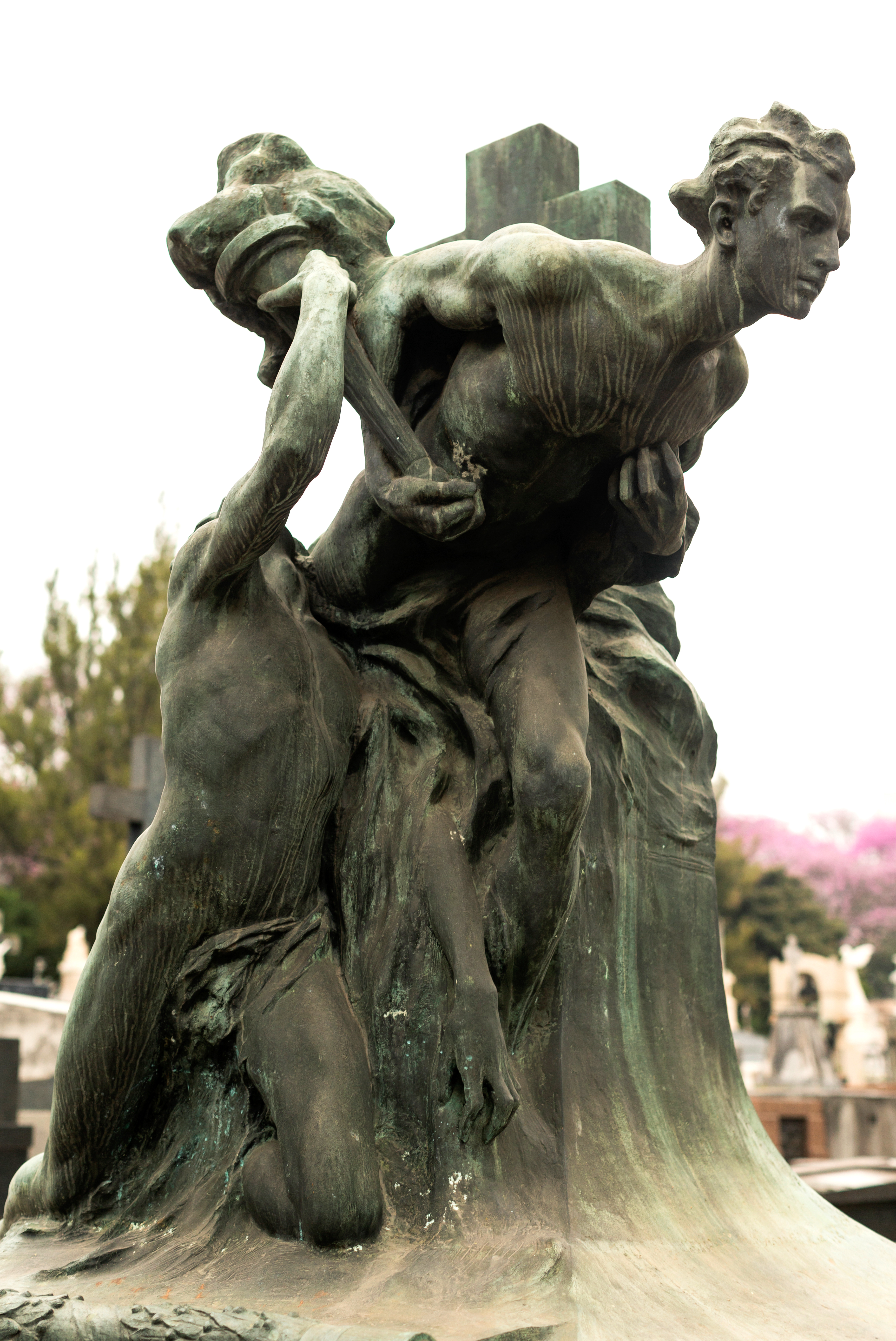
Tumba da Família Machado, Cemitério da Consolação

No Museu Paulista, sobre a colina do Ipiranga, erguem-se à direita e à esquerda da entrada duas estátuas de Brizzolara de três metros e meio de altura: Antônio Raposo Tavares e Fernão Dias.

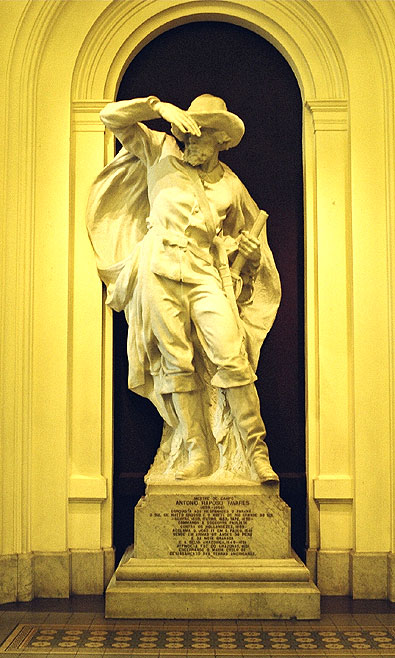
Raposo Tavares - Museu Paulista

"Os cyclos bandeirantes: dois trabalhos de Brizzolara
Com o fito de dar maior lustre à comemoração do centenário de nossa Independência, o governo do Estado mandou executar, além do Monumento da Independência, que será um dos maiores do mundo, inúmeras e valiosas obras de arte, que serão colocadas nos parques e jardins da capital e no Museu Paulista.
Dessas últimas salientam-se dois lindíssimos trabalhos encomendados pelo Governo Estadual, por intermédio do sr. Dr. Alfredo d'Escragnolle Taunay, diretor do Museu Paulista, ao cavalheiro Luiz Brizzolara, um dos mais notáveis artistas contemporâneos da Itália, autor do Monumento Comemorativo ao 1º Centenário da Independência da Argentina, do Projeto que obteve o segundo prêmio no concurso de monumentos para o nosso centenário e autor de numerosas estátuas e monumentos na Itália.
Esses trabalhos são dois enormes blocos de alvíssimo mármore de Carrara e synbolizam os grandes cyclos bandeirantes. Cada estátua tem 3 metros e meio de altura, com o pedestal também de mármore, pesando mais de 8.000 kilos. Ambas eram destinadas ao perystillo do Museu Paulista.
Uma das estátuas que symboliza a caça ao índio e o desbravamento da selva, representa Antonio Raposo Tavares, o bandeirante de Quintaúna, perscrutando o horizonte, com uma das mãos erguida acima dos olhos.
A outra bela obra é Fernão Dias Paes Leme, symbolizando o cyclo dos metaes e pedras preciosas.
Nesse trabalho, vê-se o velho bandeirante, apoiado à clavina, procurando na pedra colhida a transparência verde da esmeralda ou o brilho refulgente do ouro.
As estátuas chegaram recentemente da Itália e já estão colocadas nos respectivos lugares."
Há ainda uma estátua do bandeirante Anhanguera, que se encontra em frente ao parque Trianon, Avenida Paulista.

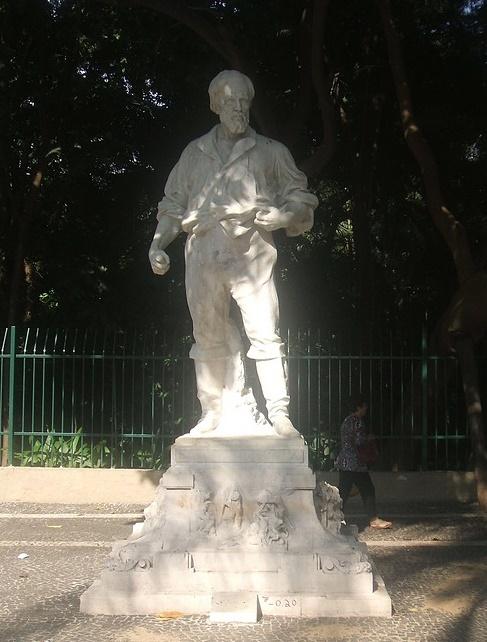
Luigi Brizzolara - Anhanguera, Parque Trianon

Uma comissão da comunidade italiana de São Paulo encomendou a Brizzolara projeto e execução de um monumento a Carlos Gomes, a ser oferecido à municipalidade em comemoração ao centenário da independência brasileira. Este conjunto, que lembra muito o executado para comemorar o Primeiro Centenário da Independência da Argentina, foi inaugurado no dia 12 de outubro de 1922, em meio a uma grandiosa festa cívica. São grupos de estátuas, distribuídos sobre a escadaria que une o Anhangabaú ao Teatro Municipal.
"Monumento a Carlos Gomes:
Pondo de parte, além de grande número de hermas colocadas em vários jardins, algumas estátuas que perpetuam a memória de figuras salientes da nossa história, é opportuno mencionar aqui o mais novo dos monumentos da cidade: o de Carlos Gomes, gentil oferta da colônia italiana, que vai ser inaugurado na esplanada do Theatro Municipal.
O monumento, obra do escultor genovês Luiz Brizzolara, compõe-se de uma série de estátuas e de grupos, que formarão um conjunto solene, encimado pela estátua em bronze do grande músico. Duas artísticas escadas ladearão o corpo central e principal do monumento, descendo para o Parque do Anhangabaú. Duas estátuas em mármore, representando a Poesia e a Música constituirão os grandes ornamentos alegóricos; dois mastros para bandeiras engalanarão o monumento nos dias solenes; duas estátuas em bronze, representando uma o Brasil e outra a Itália, plantadas no primeiro plano do monumento, ladearão a escadaria, formando os grandes ornamentos de honra.
Estátuas em bronze, distribuídas ao longo de cada uma das escadas, representarão as principais óperas de Carlos Gomes, que são: "Guarany", "Fosca", "Condor", Salvador Rosa", "Escravo" e "Maria Tudor".
Como grande embasamento e entre as duas escadas, haverá um grupo triumphal do Gênio, naiades e cavalos marinhos.
O monumento levará como epígraphe as seguintes tocantes palavras: - Ao grande brasileiro que conjugou o seu gênio com a itálica inspiração A colônia italiana do estado de São Paulo no primeiro centenário da Independência do Brasil. 7 de setembro de 1922 – 1839- 1896."

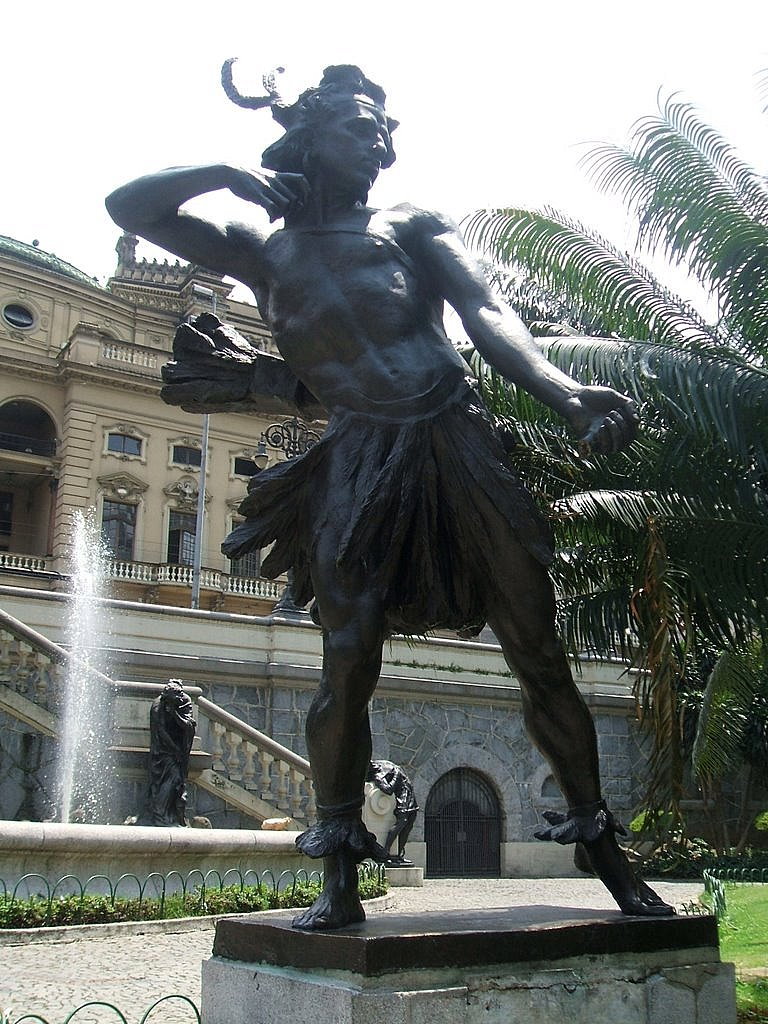
Monumento a Carlos Gomes, O Guarani

Monteiro Lobato também se referiu ao monumento:
..."Brizzolara revelou mais uma vez o notável escultor que é. Apesar da exigüidade de recursos e das contingências da localização, fez do Monumento a Carlos Gomes oferecido à cidade pela colônia italiana, o mais belo que hoje existe entre nós em matéria de escultura. Carlos Gomes está soberbamente estilizado, numa atitude que bem diza respeito do gênio. Outra não convinha ao nosso músico máximo, o primeiro que sinfonizou a grandeza rude de nossas florestas bravias.
Essa figura magnífica, fixada em bronze, repousa em harmônico pedestal de granito, todo ele um primor de linhas e massas.
Não destoam as figuras acessórias. Lado a lado, dois symbolos de mármore, a Música e a Poesia, suavizam a força da majestade. Embaixo, no jardim, esplêndidas figuras em bronze dizem da obra musical do campineiro, representando cada um dos seus dramas líricos, pela imagem do herói respectivo. Vêem-se ali "O ESCRAVO", "PERI", "FOSCA", "MARIA TUDOR", "SALVADOR ROSA" e "CONDOR", cumprindo destacar a figura de Maria Tudor, cuja expressão é maravilhosa. Ao centro, o carro do gênio conduzido por cavalos soberbos de movimentos, e às extremas, os grupos alusivos ao Brasil e à Itália, duas concepções belíssimas, cada qual constituindo por si só um perfeito monumento.
Brizzolara deu mostras de que é escultor. Agradeçamo-lhe comovidos. Terra nova e inculta, o Brasil é o país ideal dos mistificadores..."

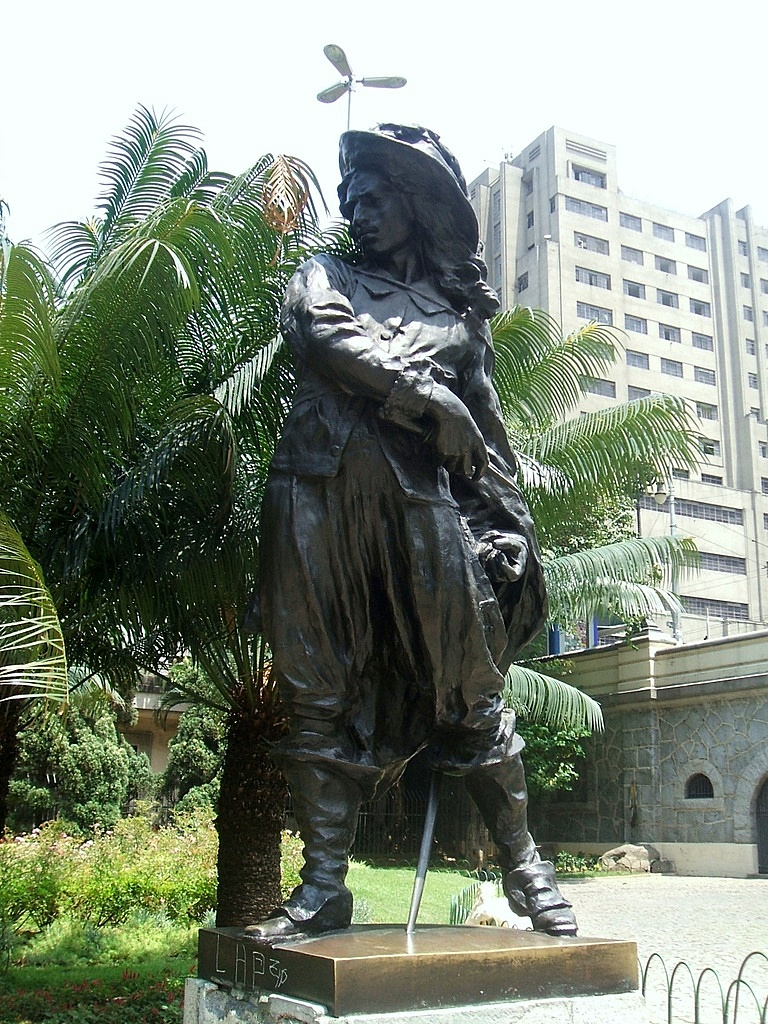
Monumento a Carlos Gomes - Salvador Rosa

A estátua de Carlos Gomes fica sobre um largo pedestal sob o qual há um tanque com um grupo de cavalos marinhos trazendo a glória do Brasil através do oceano (sendo esta composição muito semelhante àquela do citado monumento instalado em Buenos Aires). Sobre a elevação, numa base de granito vermelho, estão dispostas numerosas estátuas simbólicas em bronze – exceto os grupos da Música e da Poesia, que foram realizados em mármore.
Participou também do concurso (1923) para um monumento à Proclamação da República, no Rio de Janeiro, numa praça central, numa área de dois mil metros quadrados. Ele obteve a primeira colocação, mas o governo brasileiro, valendo-se da possibilidade de escolher entre os três primeiros colocados, escolheu o trabalho do italiano Ettore Ximenes, que havia obtido a segunda colocação. Nenhum dos dois projetos foi executado.

## Regresso à Itália e últimas obras
Retornando à Itália, executou, ainda em Chiavari, em 1928, o monumento comemorativo ao término da I Guerra Mundial (cfr. "Ill ital.", 1928, II, p. 16) e também numerosas outras obras.
Luigi Brizzolara foi professor junto à Academia Linguística de Belas Artes, sendo alvo de reconhecimentos e honrarias.  Foi nomeado acadêmico de Brera, honoris causae.

## Galeria

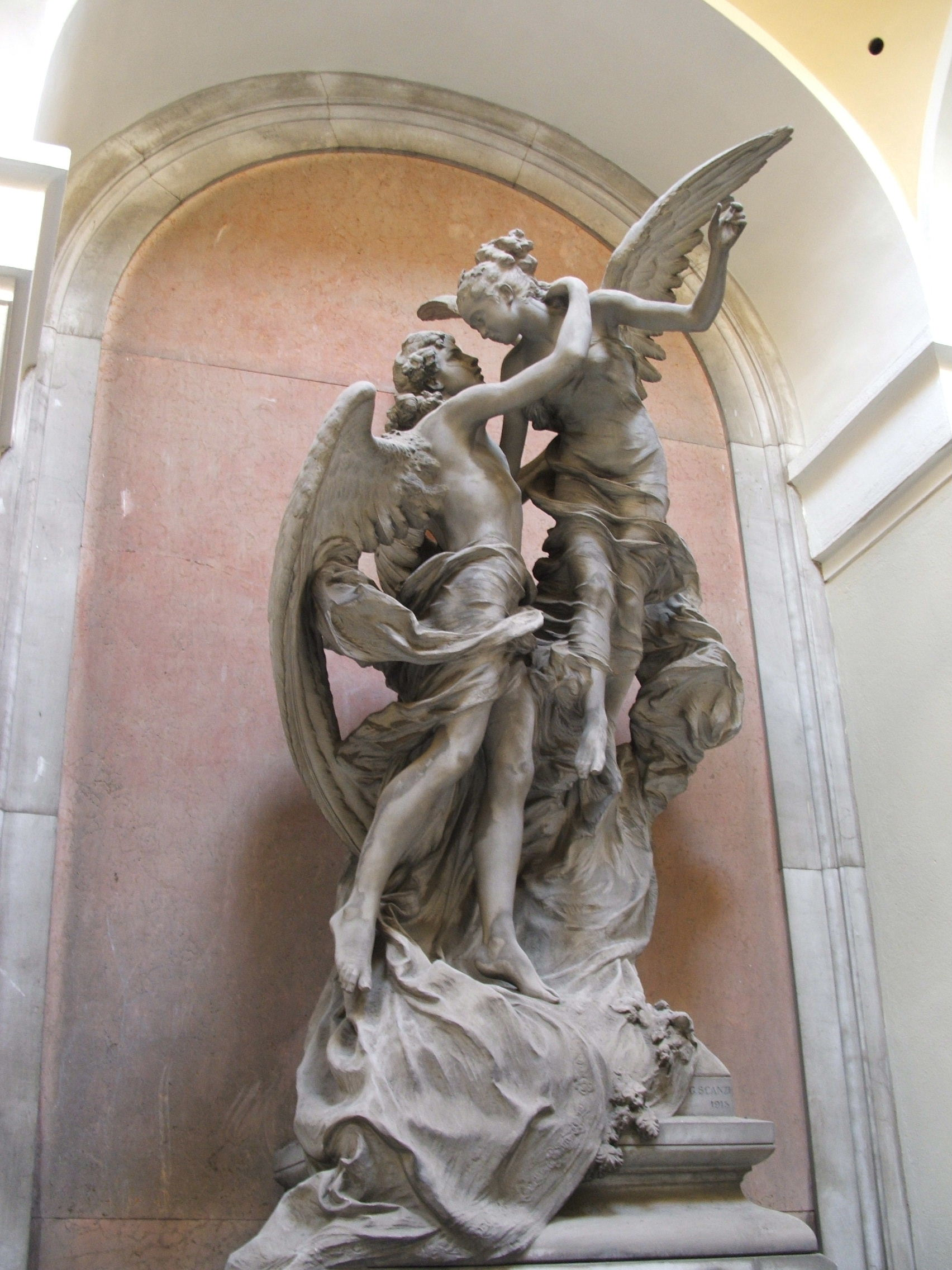
Obra de Scanzi, mestre de Brizzolara
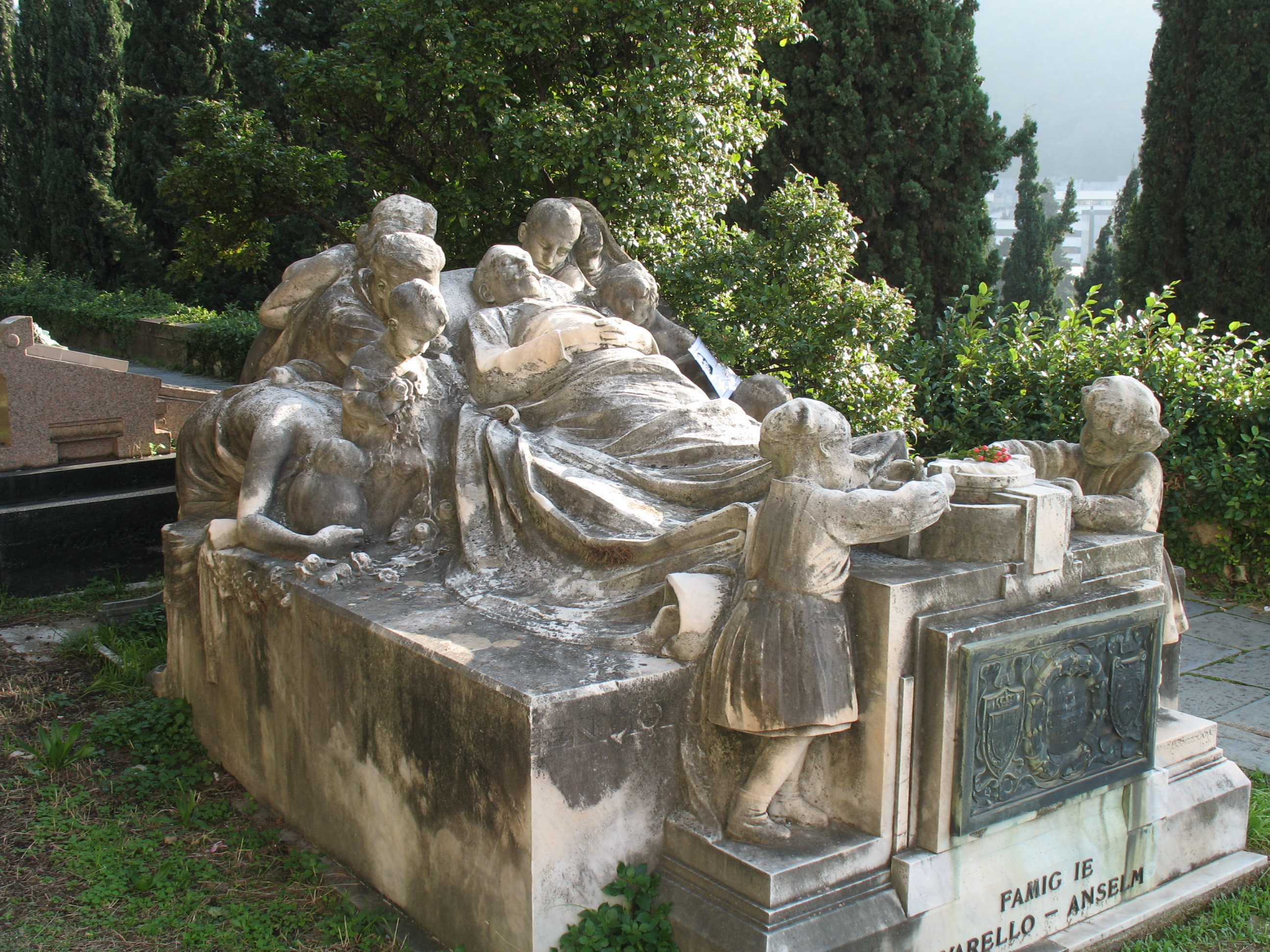
Gênova, Staglieno, túmulo por Brizzolara
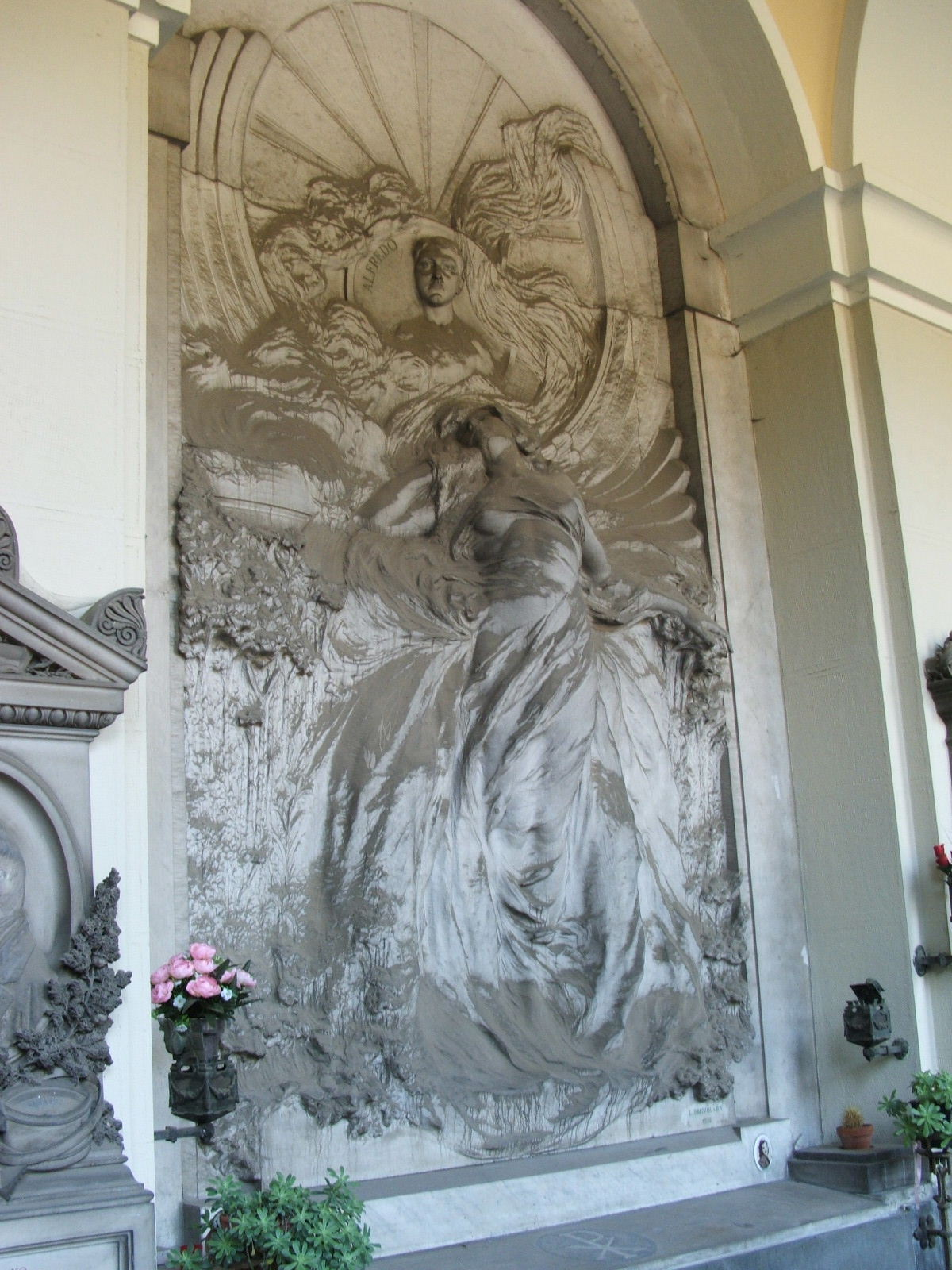
Gênova, Staglieno, túmulo por Brizzolara
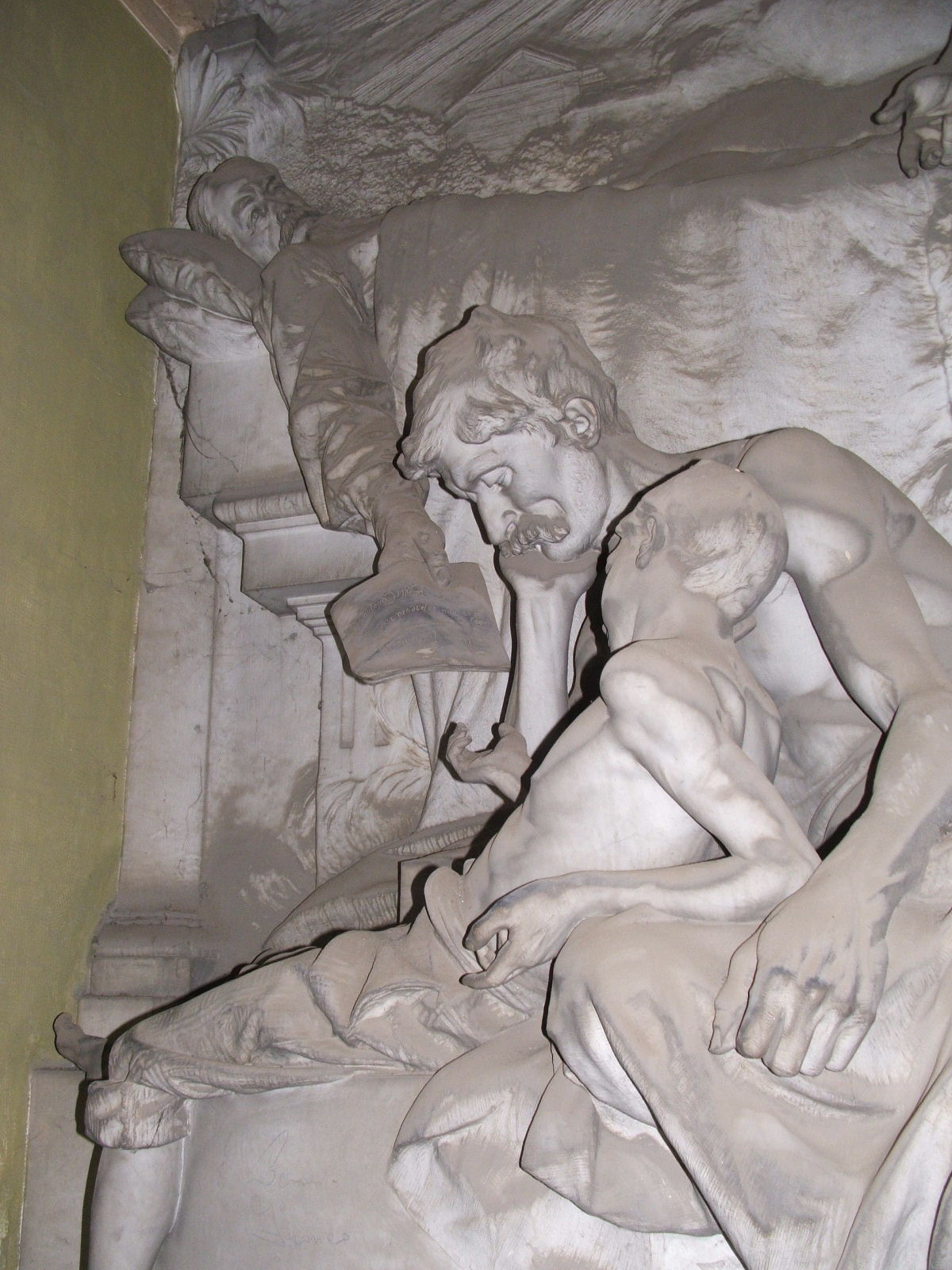
Túmulo de Castagnola (detalhe), Staglieno
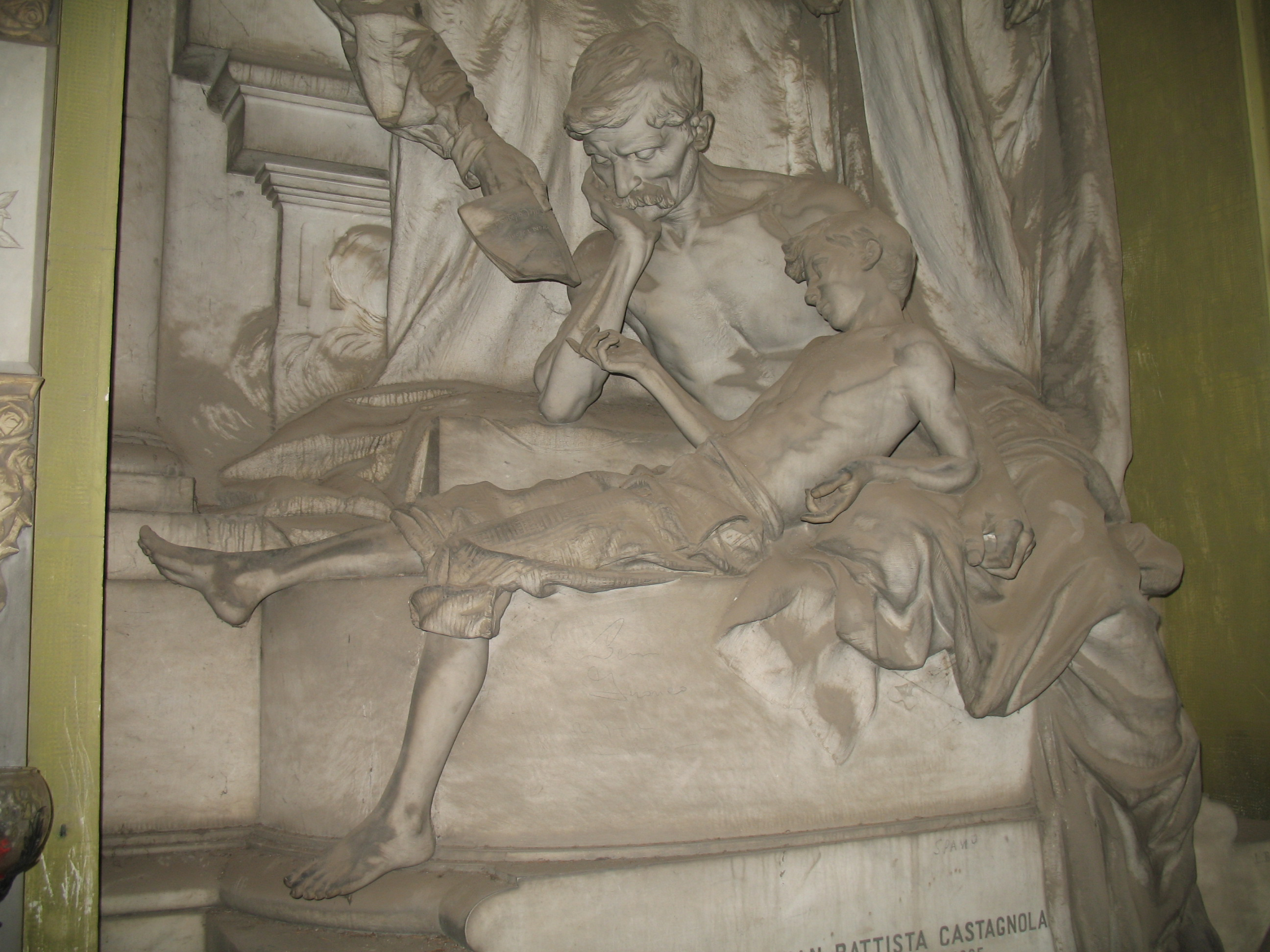
Túmulo de Castagnola (detalhe), Staglieno
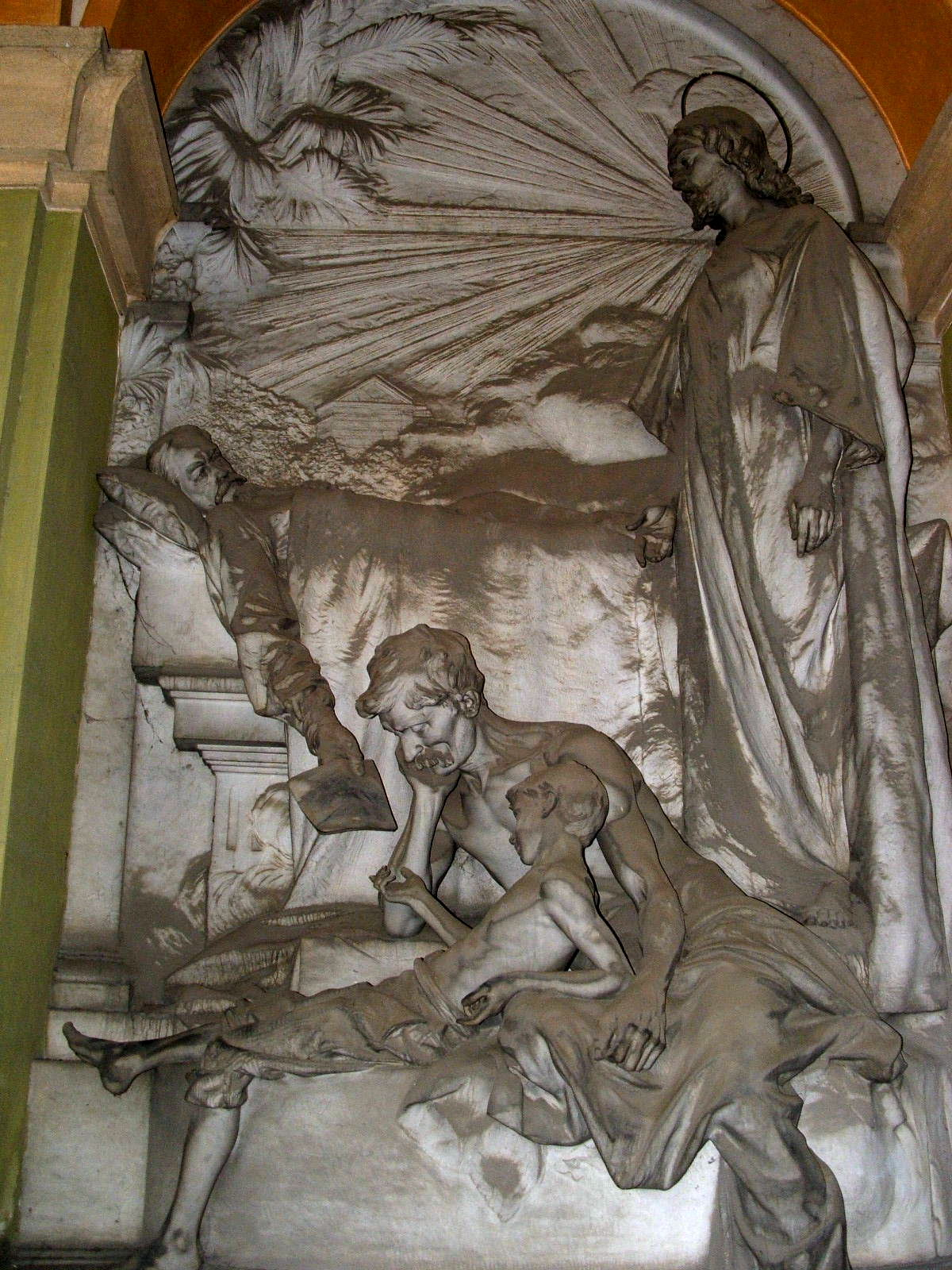
Túmulo de Castagnola, Staglieno
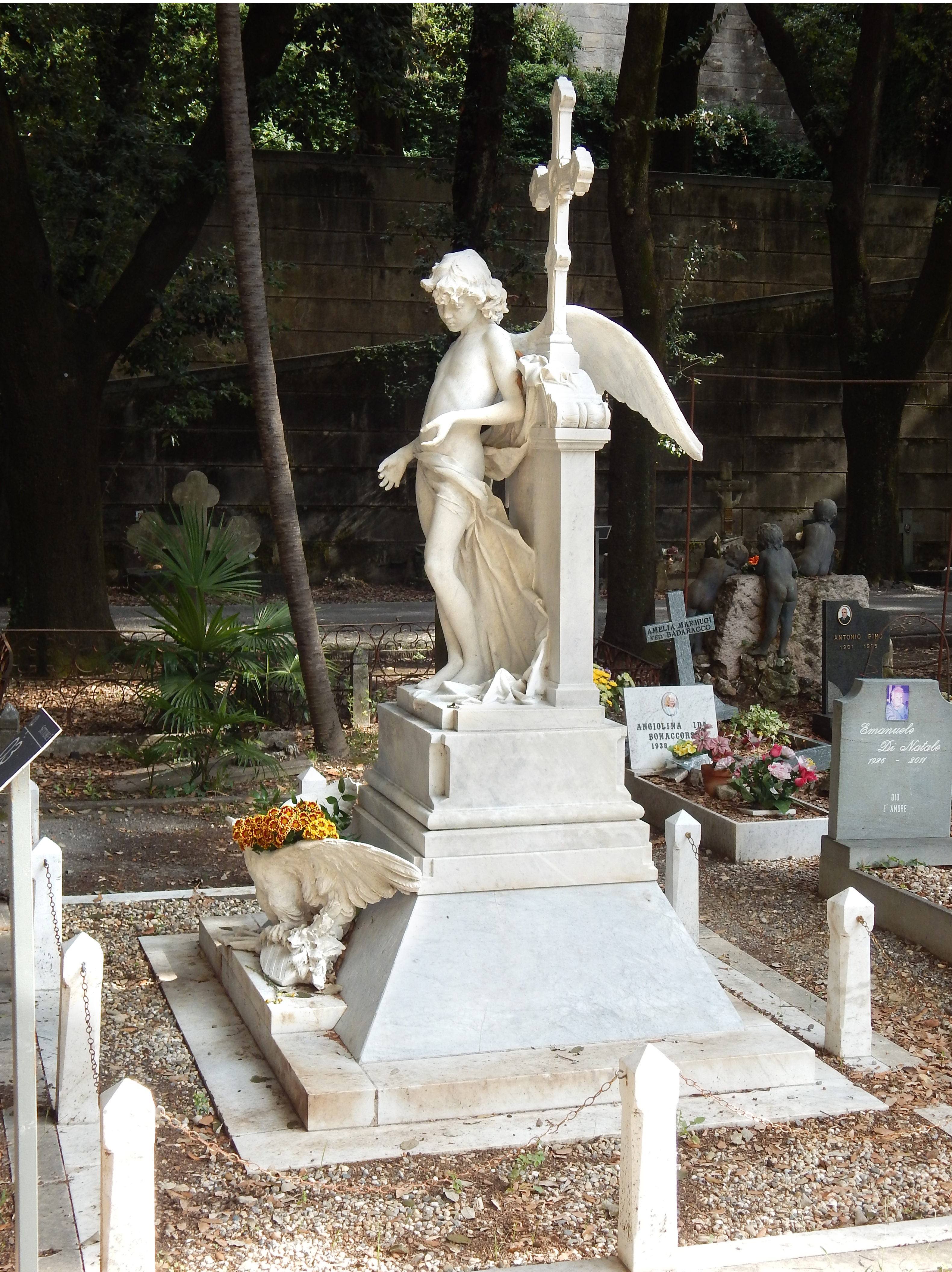
Túmulo da Família Fletcher, Staglieno
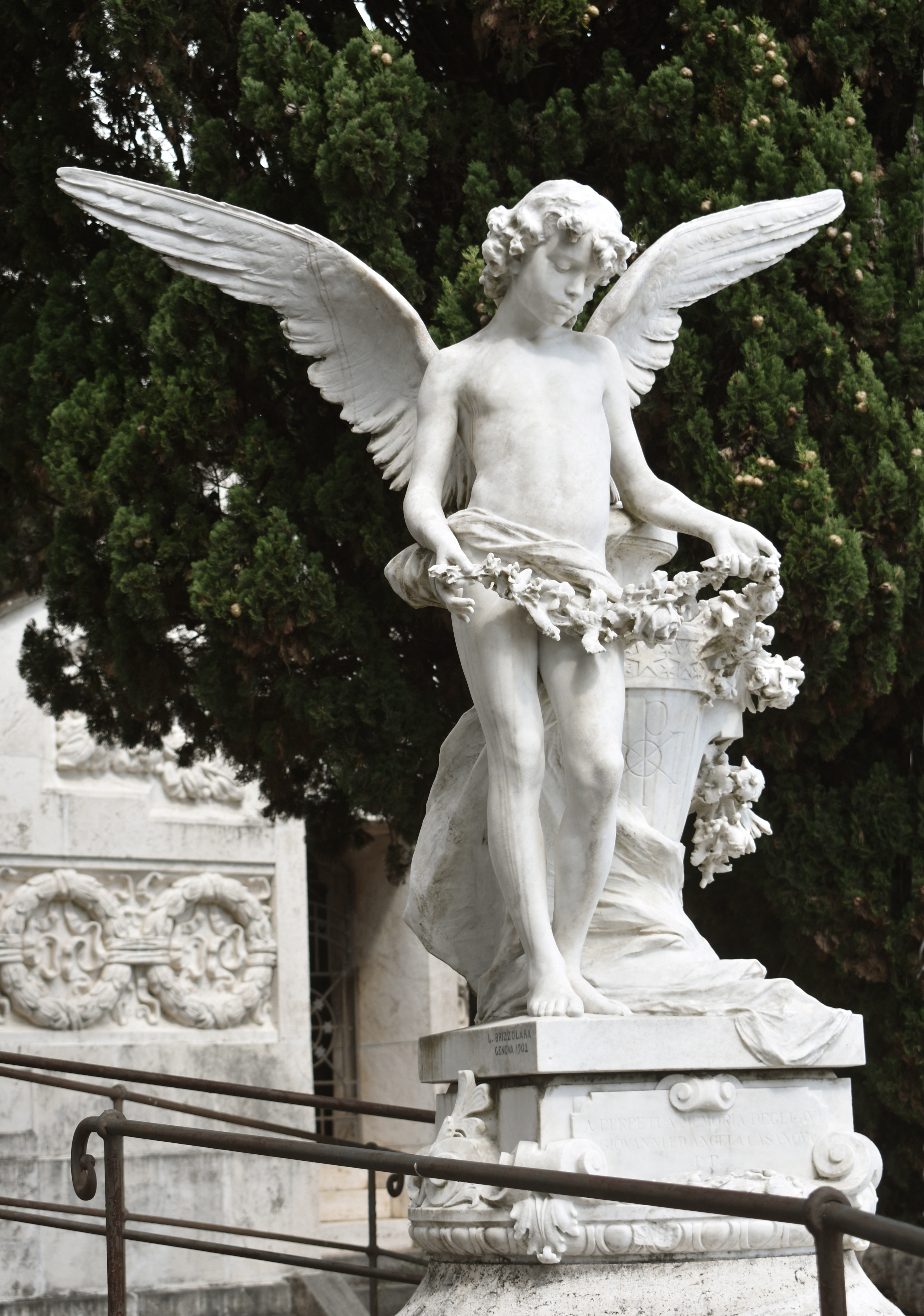
Túmulo da Giovanni Casanova, Chiavari
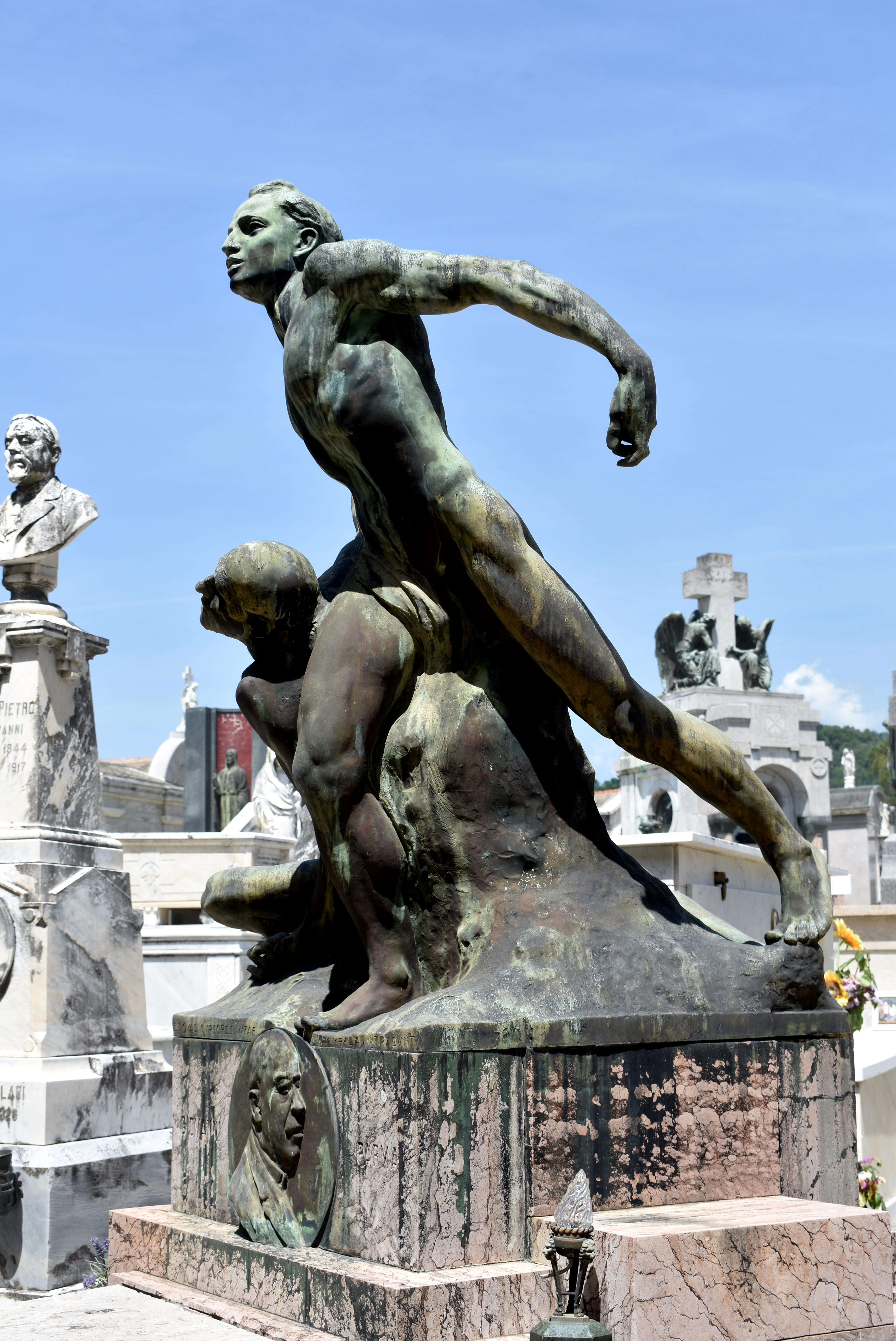
Túmulo da Giovanni Parma, Lavagna
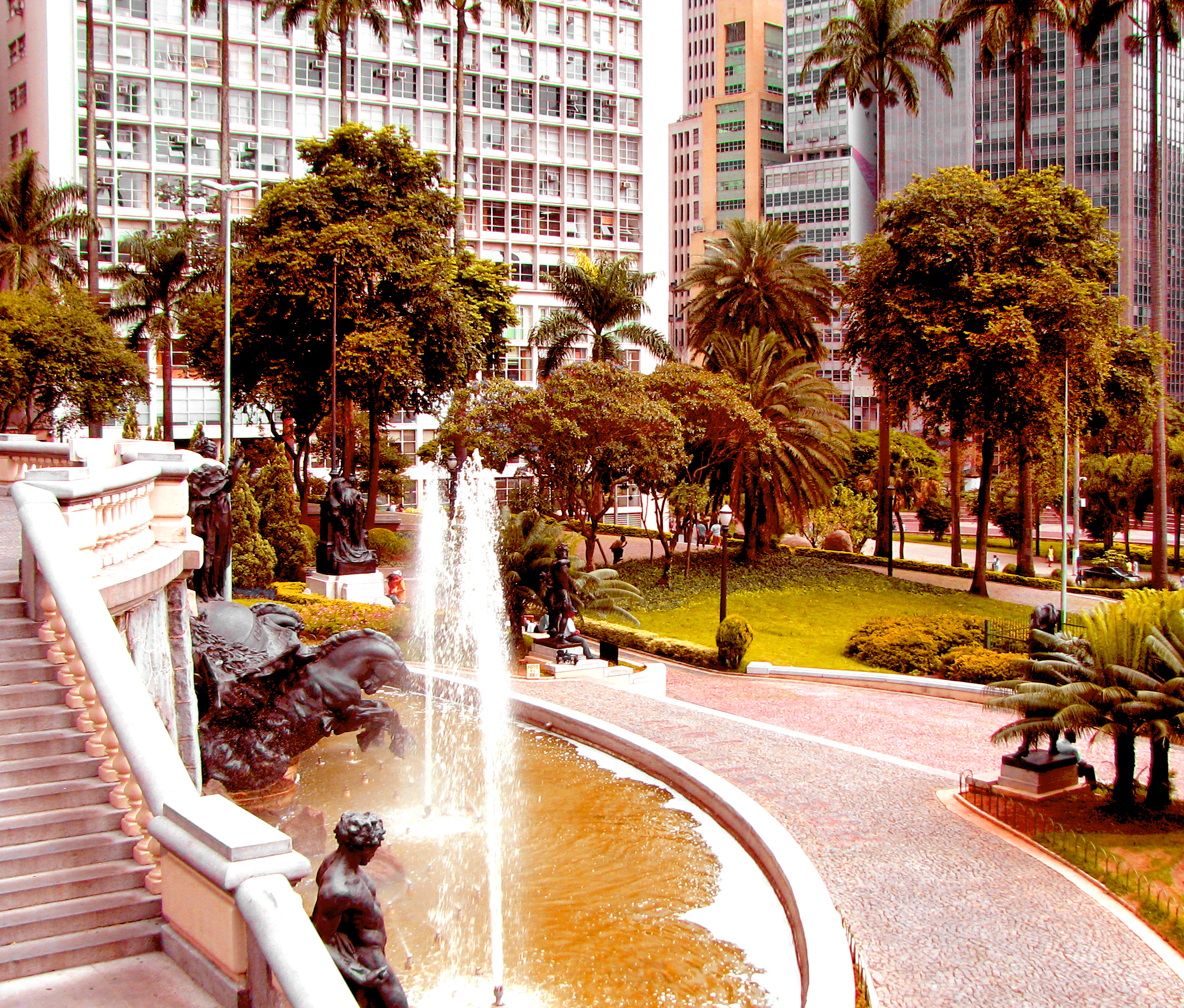
Praça Ramos, com a "Fonte dos desejos"
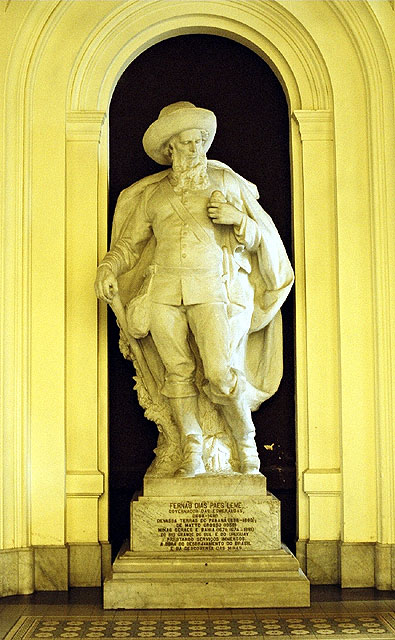
Fernão Dias Paes Leme, Museu Paulista (Ipiranga)
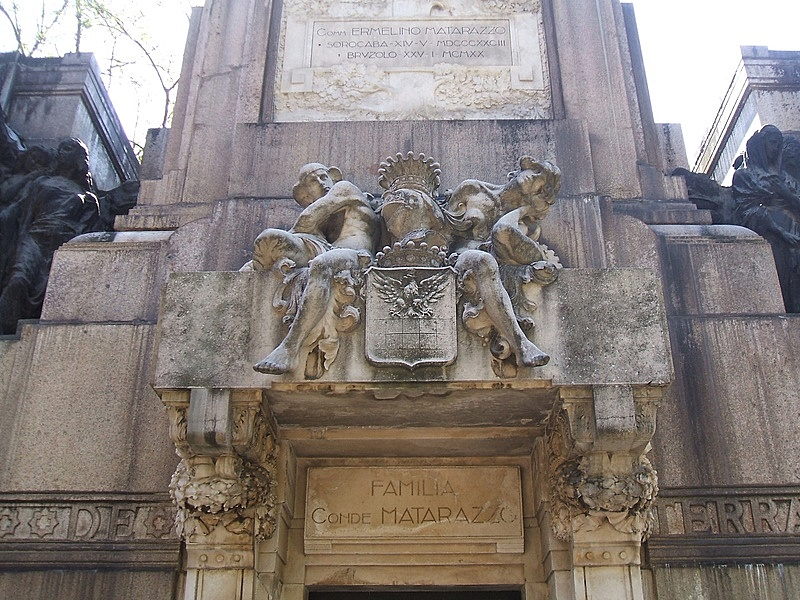
Mausoléu da Família Matarazzo - entrada
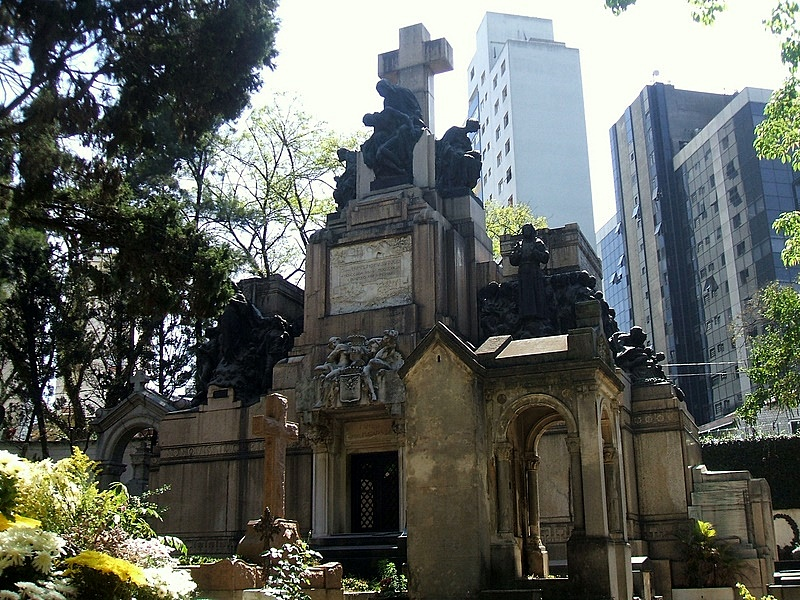
Mausoléu da Família Matarazzo
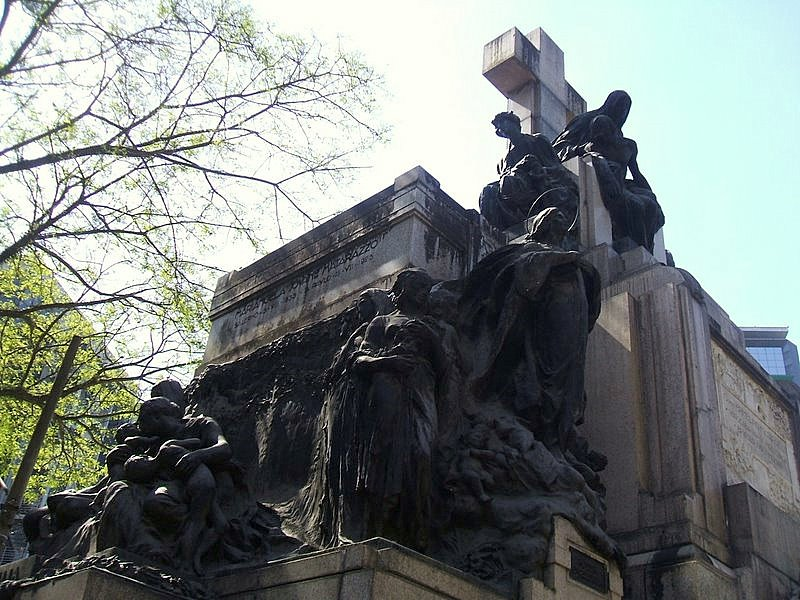
Mausoléu da Família Matarazzo - detalhe
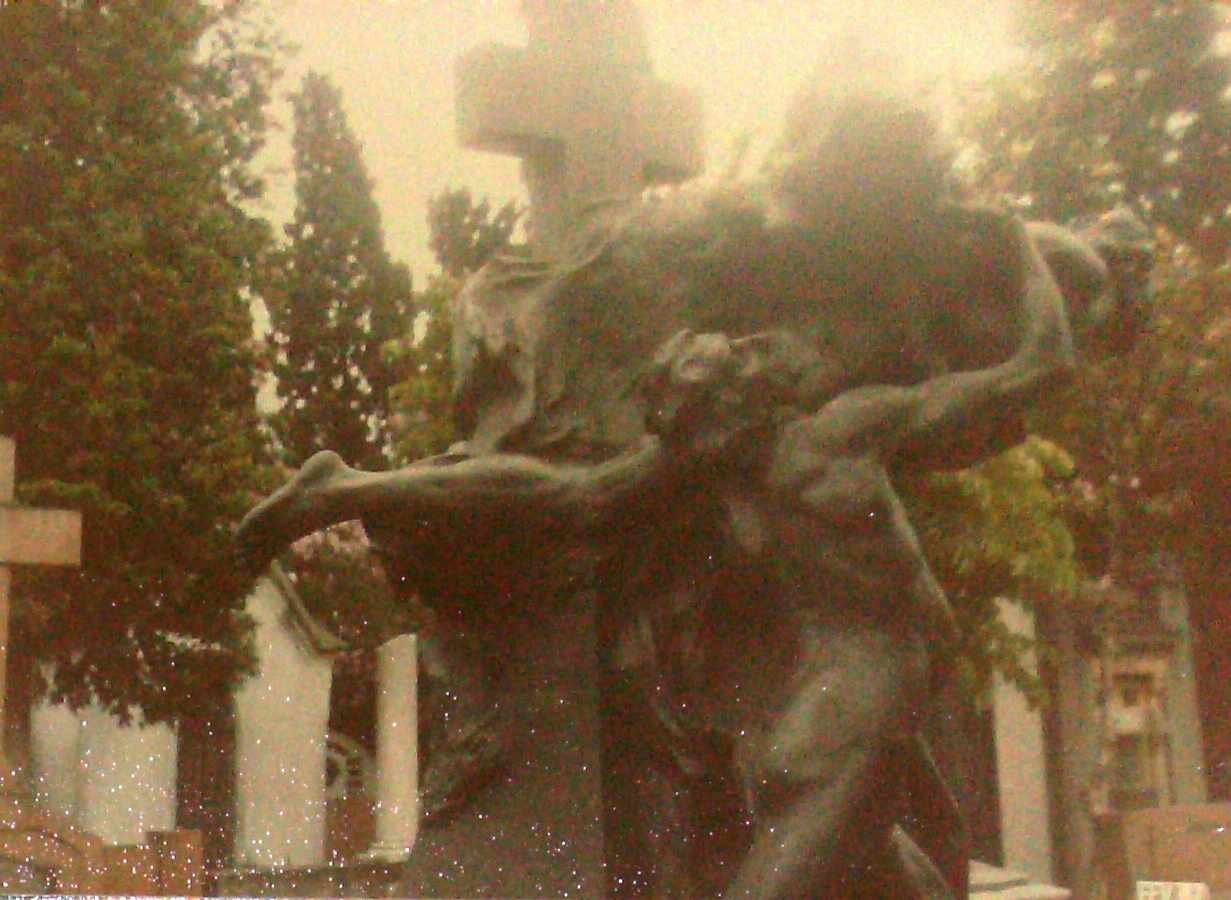
Túmulo da família Machado, Cemitério da Consolação
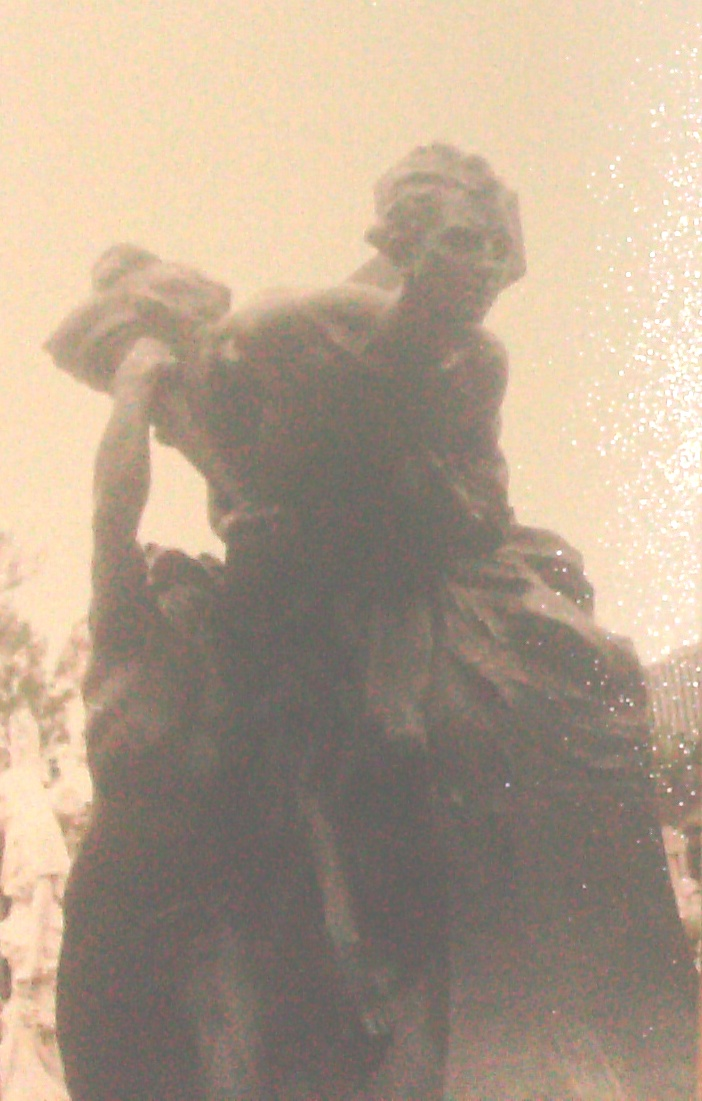
Túmulo da família Machado, Cemitério da Consolação
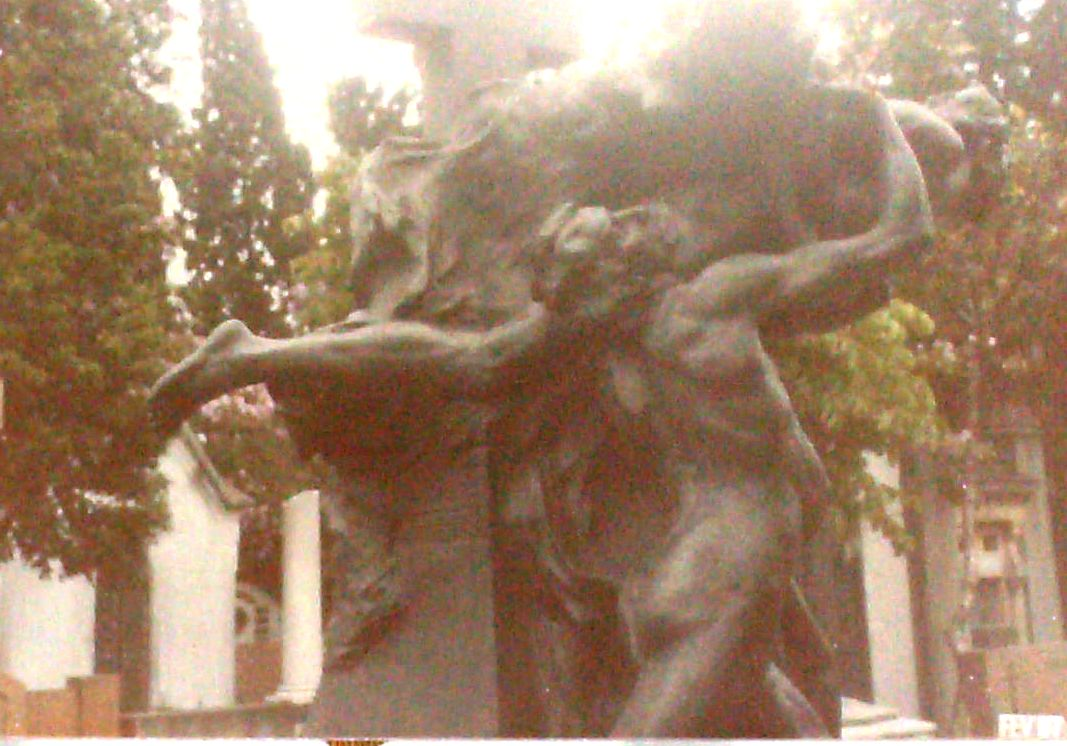
Túmulo da família Machado, Cemitério da Consolação
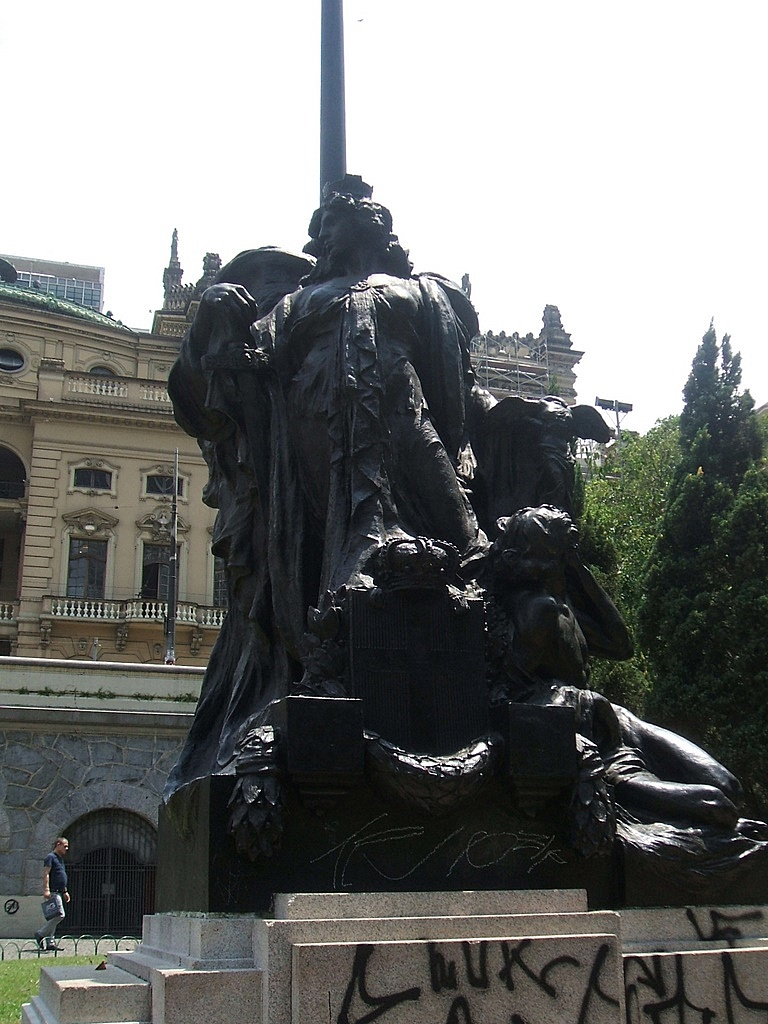
Monumento a Carlos Gomes, Itália
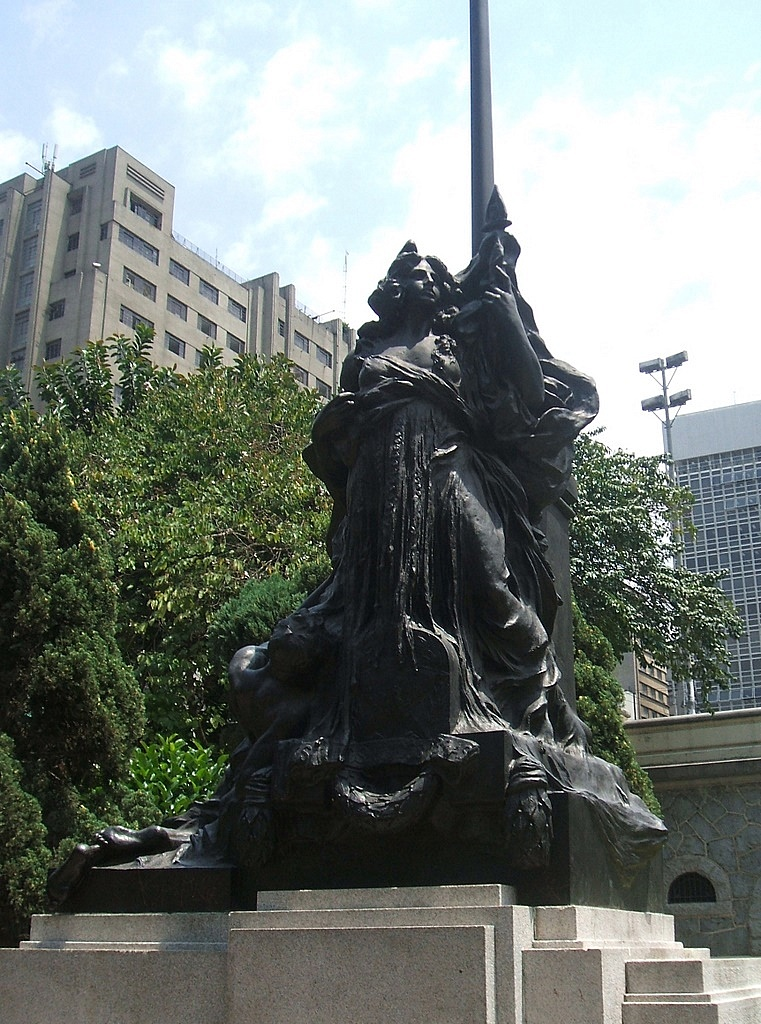
Monumento a Carlos Gomes,Estados Unidos do Brasil